# صالح المطلك
صالح محمد المطلك (1947-) هو سياسي عراقي، ونائب سابق في البرلمان العراقي ونائب سابق لرئيس مجلس الوزراء العراقي، دكتوراه في البيئة وأكاديمي سابق في كلية الزراعة.

## النشأة والدراسة
ولد صالح محمد مطلك عمر في الأول من شهر يوليو / تموز عام 1947 م في قضاء الفلوجة محافظة الأنبار غرب العراق، لعائلة عربية من عشيرة الصبيحات وهي إحدى عشائر العراق في الجنوب في محافظة الناصرية وتنتشر أيضا في سامراء والفلوجة وبغداد، وفي معظم الدول العربية. تزوج بتاريخ الثاني من شهر اذار عام 1992 م. وحصل على شهادة الإعدادية عام 1964 م من إعدادية الحبانية في محافظة الأنبار غربي العراق، ودخل كلية الزراعة - قسم التربة في جامعة بغداد، عمل رئيسا للإتحاد الوطني لكلية الزراعة وهو طالبا فيها، وتخرج منها عام 1968 م. التحق عام 1986 في جامعة أبردين في اسكتلندا، المملكة المتحدة لإكمال دراسته العليا في نفس تخصصه، وكان رئيسا لمنظمة الطلبة العرب في الجامعة، وامين عام لاتحاد البايلوجيين العرب، وحصل على شهادة الدكتوراه عام 1974 عن تخصص هندسة البيئة ثم عاد إلى العراق مباشرة.

## نشاطه العلمي
عمل باحثا علميا في مؤسسة البحث العلمي في جامعة بغداد. ثم أصبح مدير عام لمركز البحوث البيئية وبعد ذلك حاز على منصب أمين عام البحث العلمي في وزارة التعليم العالي، وأمين عام لاتحاد الجمعيات العلمية العراقية. ثم انتقل إلى جامعة بغداد فعمل أستاذا في قسم التربة في كلية الزراعة - جامعة بغداد من عام 1971 - 1986 .

## العمل الخاص
انتقل الدكتور صالح المطلك إلى العمل في القطاع الزراعي الخاص حيث عمل في زراعة المساحات الواسعة في مناطق مختلفة من العراق منها محافظة الكوت ومحافظة ديالى ومحافظة الأنبار. وكان من المنتجين الأوائل لمحصولي الحنطة والشعير في فترة الحصار الاقتصادي على العراق إبان عام 1991 م.

## نشاطه السياسي
كان عضوا عاملا في حزب البعث العربي الإشتراكي في العراق وفصل من الحزب عام 1977 م.
وبعد غزو القوات الأميركية للعراق عام 2003 م، عمل صالح المطلك أمينا عاما لحزب الوسط الديمقراطي وهو أحد السياسيين العراقيين الذين خاضوا الانتخابات وهم رافضين ان تكون ذات ميول طائفية وهي انتخابات عام 2005 م التي تم التصويت فيها على عضوية مجلس النواب العراقي. وحصلت الجبهة على 11 مقعد من المقاعد 275 في مجلس النواب العراقي بعد مشاركتها في عملية الاقتراع الثالثة في سلسلة الانتخابات العراقية ولكنها في نفس الوقت صرحت بأن الانتخابات العراقية لم تكن بالنزيهة وأنه حدث تلاعب بالنتائج. وفي عام ٢٠١٠ تم تعيينه بمنصب نائب رئيس الوزراء في حكومة المالكي الثانية، أصبح عام 2014 نائبا لرئيس مجلس الوزراء في حكومة حيدر العبادي.
ولديه نائبان من اخوته في البرلمان العراقي هما إبراهيم المطلك وياسين المطلك إضافة إلى ابن عمه حامد عبيد المطلك.

## حادثة الأنبار
ضرب صالح المطلق بالحجارة في محافظة الأنبار بعدما قام المعتصمون في المحافظة بالهجوم عليه، وكان صالح المطلك قد وصل صباح اليوم السابق إلى ساحة الاعتصام في منطقة البو فراج، شمالي الرمادي، ومنعه المعتصمون من الصعود إلى المنصة لالقاء كلمة وهتفوا ضده ووصفوه بالكذاب والخائن، فيما قام عدد من افراد حمايته بإطلاق النار، وبعدها أطلق المتظاهرون الرصاص على سيارته وقامت القائمة العراقية باصدار بيان لاستنكار ما حدث هناك معربة عن أسفها لرد فعل المعتصمين.

## إلغاء منصبه
- في 9 أغسطس 2015 أعلن حيدر العبادي عن مجموعة قرارات وإصلاحات أبرزها إلغاء مناصب نواب رئيس الجمهورية (نوري المالكي وأسامة النجيفي وإياد علاوي) ونواب رئيس مجلس الوزراء (بهاء الأعرجي وصالح المطلك وروز نوري شاويس) في استجابة للاحتجاجات الشعبية الأخيرة، وأقر مجلس الوزراء العراقي القرارات التي أصدرها.[2]